# Charles Hermite
Charles Hermite, född 24 december 1822 i Dieuze i Lothringen, död 14 januari 1901 i Paris, fransk matematiker.
Hermite härstammade från en familj i Marseille och på Santo Domingo. Som fallet oftast varit med stora matematiker, visade sig Hermites ovanliga matematiska begåvning mycket tidigt. Redan som elev vid lyceet Louis le grand i Paris sysslade han på lediga stunder med studiet av de klassiska mästarnas arbeten. Särskilt gjorde enligt Hermites egen uppgift norrmannen Abels skrifter och levnad på honom ett så djupt intryck, att han redan på skolbänken fattade beslutet att ägna sitt liv åt den matematiska vetenskapen. Han påbörjade visseligen studier vid École Polytechnique men avbröt efter ett år för att ägna all sin tid åt matematiken.
Vid endast 19 års ålder hade han redan väckt den matematiska världens uppmärksamhet genom sin lösning av divisionsproblemet för de ultra-elliptiska funktionerna. Detta var inom en av de vid denna tid minst tillgängliga delarna av den högre matematiken. Hans arbete över de ultra-elliptiska funktionerna efterföljdes snart av upptäckten av en rad nya och enkla egenskaper hos de elliptiska funktionerna, vilka helt och hållet undgått Abels och Jacobis uppmärksamhet. 
Efter dessa arbeten inom matematisk analys ägnade sig Hermite huvudsakligen åt aritmetik och algebra. Särskilt bör framhållas lösningen av femtegradsekvationer. Abels första banbrytande arbete var hans bevis för satsen, att en allmän algebraisk likhet av högre gradtal än det fjärde inte kan lösas genom upprepande av rotutdragningar. Därmed var då visat, att den allmänna femtegradsekvationen inte kunde lösas på samma sätt som de allmänna ekvationerna av de fyra lägre gradtalen, och femtegradsekvationens lösning blev därigenom ett av de problem, vilkas behandling syntes ligga vida över vetenskapens krafter. 
Så var läget i 34 år, ända till 1858, men då uppträdde nästan samtidigt tre olika matematiker, Hermite, italienaren Brioschi och tysken Kronecker, med det svåra problemets fullständiga lösning. Hermites publikation var den tidigaste. Han visade, att de elliptiska funktionerna gav de nödvändiga medlen till femtegradsekvationens lösning och att densamma kunde behandlas ungefär som det av gammalt kända casus irreductibilis vid tredjegradsekvationen. 
Hermite återvände därefter till sin första ungdoms analytiska studier, och den tredje perioden av hans karriär tog sin början. Bland avhandlingarna efter 1865 finns dock en av 1873, vilken var av grundläggande betydelse såväl inom den rena analysen som inom algebran och talteorin. I avhandlingen Sur la fonction exponentielle (1866) bevisar Hermite, att talet e inte är roten till en algebraisk likhet med hela talkoefficienter. Detta jämte en lika sats om talet π var viktiga för kunskapen om sådana icke algebraiska irrationaliteter. Omöjligheten av quadratura circuli (cirkelns kvadratur) var även visad, det vill säga att det var bevisat, att förhållandet mellan en cirkels omkrets och dess radie inte kan erhållas genom euklidisk geometrisk konstruktion. 
Hermite blev 1856 medlem av Franska vetenskapsakademin, var utländsk medlem av Royal Society och invaldes 1881 som utländsk ledamot av Kungliga Vetenskapsakademien.
Hermite belönades med Hederslegionen och Nordstjärneorden.